# La Fàbrega (Muntanyola)
La Fàbrega és una masia de Muntanyola (Osona) inclosa a l'Inventari del Patrimoni Arquitectònic de Catalunya.

## Descripció
Masia de planta rectangular coberta a dos vessants amb el carener perpendicular a la façana, que es troba orientada a migdia i ostenta un portal adovellat amb finestres conopials a la part alta. Ambdós elements són de pedra blanquinosa, mentre que l'aparell constructiu del mas és de pedra més fosca. Adossat a la part esquerra hi ha un cos de galeries sostingut per grosses parets de pedra a la part baixa i pilars de totxo al pis superior, que és cobert a una sola vessant. L'accés a la lliça es produeix mitjançant un portal d'arc de mig punt que passa per sota el porxo i condueix davant de la casa.

## Història
La Fàbrega es troba esmentada al fogatge de 1553 de la parròquia i terme de Sant Esteve de Múnter.
Habitava el mas per aquella època Miquel Fàbrega. Fou per aquesta època que es degué reformar el mas, tal com indica la dovella central del portal: "Fabrega 1586".
Al segle xviii (1777) es reformà de nou.